# Cézar Ferreira
Cézar Jesús Ferreira, noto anche come Cézar Mutante (San Paolo, 15 febbraio 1985), è un lottatore di arti marziali miste brasiliano.
Combatte nella divisione dei pesi medi per l'organizzazione statunitense UFC.

## Biografia
Nativo di San Paolo, durante la sua adolescenza pratica le discipline della lotta libera e del jiu jitsu brasiliano, ispirato dalle gesta del connazionale ex lottatore UFC Royce Gracie. Allo stesso tempo, però, vive una giovinezza difficile ed è costretto a lasciare la propria casa a soli diciassetteanni. In questo periodo conosce Vítor Belfort, che si prende cura di lui come un padre oltre ad allenarlo nelle arti marziali miste nella sua palestra.

## Carriera nelle arti marziali miste

### Ultimate Fighting Championship
Nella prima parte del 2012 Ferreira firma un contratto con la prestigiosa promozione UFC. Avrebbe dovuto debuttare il 23 giugno 2012 a UFC 147 contro Daniel Sarafian, ma quest'ultimo si ritira poco prima dell'evento ed è sostituito da Sérgio Moraes. Ferreira si aggiudicherà la vittoria tramite decisione unanime dopo tre riprese.